# Sonatine (Hahn)
Pour les articles homonymes, voir Sonatine (homonymie).
La Sonatine est une œuvre pour piano de Reynaldo Hahn composée en 1907.

## Présentation
La Sonatine en ut majeur pour piano de Reynaldo Hahn est composée en 1907,.
La pièce, dédiée à Louis Diémer,, est créée par le dédicataire. Elle est également jouée par Édouard Risler, salle Érard, le 14 mai 1908, ou Magda Tagliaferro en 1935 lors d'un festival Reynaldo Hahn à la salle Gaveau.
La partition est publiée par Heugel en 1907.

## Structure
La Sonatine est en trois mouvements : 
1. Allegro non troppo, à  ;
2. Andantino rubato, à 
 ;
3. Final (en forme de tambourin), Vivo assai, à 
.

## Analyse
Pour Philippe Blay, la Sonatine « convoque successivement dans ses trois mouvements l'esprit de Scarlatti, de Mozart, de Rameau et de Bach ».
Le premier mouvement, Allegro non troppo, est en ut majeur. Pour Guy Sacre, malgré un thème principal « plaisant, [qui] annonce, parfois à s'y tromper, des musiques comme la Suite en ut de Poulenc », la page contient trop de longueurs : « Reynaldo ne veut plus quitter la place, s'empêtre, recommence indéfiniment ; et il y a quelques motifs franchement pénibles, cousus de vilaines rosalies ».
Le deuxième mouvement est en sol majeur, Andantino rubato. C'est une romance à variations, dans laquelle Sacre relève les traditionnels ingrédients, « les doubles croches à 
 du thème [qui] prolifèrent ensuite en triples croches, en sextolets, bourgeonnement rococo autour de phrases vaines, — emberlificotées dès le départ », même si l'analyste souligne que « pour la 2e variation, léger martellement de sixtes et tierces, et surtout la 3e, en sol mineur, où l'harmonie miroite imperceptiblement sur une insistante pédale de tonique, on ne regrettera pas trop le détour ». Blay abonde, constatant que « pour une partition écrite en 1907, deux ans après la Sonatine de Ravel, aux fluidités d'harmonie et de trame, l'œuvre paraît bien traditionnelle. Notons cependant que certains accords de passage, certaines figures rythmiques et, surtout, la troisième variation de l'Andantino rubato, dans le ton mineur avec des notes pédales, s'éloignent de la stricte couleur sonore du XVIIIe siècle ».
Le troisième et dernier mouvement est en ut majeur, Vivo assai. Si ce final est indiqué « en forme de tambourin », « il le doit au rythme fruste, à la pédale bourdonnante de son trio mineur. Le reste gambade sans arrière-pensées, sillonné de gammes où les doigts filent en quintolets ».
La Sonatine est d'une durée moyenne d'exécution de treize minutes environ.